# Parailia spiniserrata
Parailia spiniserrata är en fiskart som beskrevs av Svensson, 1933. Parailia spiniserrata ingår i släktet Parailia och familjen Schilbeidae. IUCN kategoriserar arten globalt som livskraftig. Inga underarter finns listade i Catalogue of Life.